# Buibui
Buibui là một chi nhện trong họ Cyatholipidae.

## Các loài
Theo The World Spider Catalogo 12.0:
- Buibui abyssinica Griswold, 2001
- Buibui claviger Griswold, 2001
- Buibui cyrtata Griswold, 2001
- Buibui kankamelos Griswold, 2001
- Buibui orthoskelos Griswold, 2001